# Sportler des Jahres 2008 (Deutschland)
Die Sportler des Jahres 2008 in Deutschland wurden von Fachjournalisten gewählt und am 21. Dezember im Kurhaus von Baden-Baden ausgezeichnet. Veranstaltet wurde die Wahl zum 62. Mal von der Internationalen Sport-Korrespondenz (ISK).

## Männer
| Platz | Sportler         | Sportart              | Punkte | Erfolge 2008                                                               |
| ----- | ---------------- | --------------------- | ------ | -------------------------------------------------------------------------- |
| 1.    | Matthias Steiner | Gewichtheben          | 3665   | Olympiasieger                                                              |
| 2.    | Timo Boll        | Tischtennis           | 2383   | Silbermedaille (Mannschaft), drei Titel bei der Europameisterschaft        |
| 3.    | Jan Frodeno      | Triathlon             | 1647   | Olympiasieger                                                              |
| 4.    | Hinrich Romeike  | Vielseitigkeitsreiten | 1293   | zweifacher Olympiasieger: im Einzel und mit der Mannschaft                 |
| 5.    | Sebastian Vettel | Motorsport            | 1205   | Sieg beim Großen Preis von Italien, der jüngste Formel-1-Grand-Prix-Sieger |
| 6.    | Ole Bischof      | Judo                  | 0792   | Olympiasieger                                                              |
| 7.    | André Lange      | Bob                   | 0791   | zweifacher Weltmeister sowie Silber und Bronze bei der Europameisterschaft |
| 8.    | Fabian Hambüchen | Turnen                | 0751   | Bronzemedaille am Reck                                                     |
| 9.    | Alexander Grimm  | Kanuslalom            | 0600   | Olympiasieger                                                              |
| 10.   | Dirk Nowitzki    | Basketball            | 0560   | bester Korbschütze in der Geschichte der Dallas Mavericks                  |

## Frauen
| Platz | Sportler         | Sportart           | Punkte | Erfolge 2008                                                                                            |
| ----- | ---------------- | ------------------ | ------ | --- |
| 1.    | Britta Steffen   | Schwimmen          | 3683   | Olympiasiegerin über 50 und 100 m Freistil                                                              |
| 2.    | Britta Heidemann | Fechten            | 2076   | Olympiasiegerin                                                                                         |
| 3.    | Magdalena Neuner | Biathlon           | 1545   | Dreifache Siegerin bei den Biathlon-Weltmeisterschaften                                                 |
| 4.    | Lena Schöneborn  | Moderner Fünfkampf | 1334   | Olympiasiegerin                                                                                         |
| 5.    | Andrea Henkel    | Biathlon           | 1219   | Dreifache Siegerin bei den Biathlon-Weltmeisterschaften                                                 |
| 6.    | Sabine Spitz     | Mountainbike       | 1053   | Olympiasiegerin                                                                                         |
| 7.    | Isabell Werth    | Dressurreiten      | 0627   | Olympische Sommerspiele 2008: Olympiasiegerin (Mannschaft), Silbermedaille (Einzel)                     |
| 8.    | Anni Friesinger  | Eisschnelllauf     | 0610   | Weltmeisterin über 1000 m und 1500 m                                                                    |
| 9.    | Maria Riesch     | Ski alpin          | 0509   | Alpiner Skiweltcup 2007/08: Erstplatzierte in Super-G und Kombination sowie dritte in der Gesamtwertung |
| 10.   | Jenny Wolf       | Eisschnelllauf     | 0439   | Weltmeisterin in Sprint und Einzelstrecke (2 × 500 Meter)                                               |

## Mannschaften
| Platz | Sportler                             | Sportart     | Punkte | Erfolge 2008                                                       |
| ----- | ------------------------------------ | ------------ | ------ | ------------------------------------------------------------------ |
| 1.    | Hockeynationalmannschaft der Herren  | Hockey       | 3381   | Olympiasieger                                                      |
| 2.    | TSG 1899 Hoffenheim                  | Fußball      | 2467   | Fußball-Bundesliga: Als Aufsteiger die Herbstmeisterschaft erzielt |
| 3.    | Tischtennis-Team der Männer          | Tischtennis  | 1494   | Silbermedaillengewinner bei Olympia in Peking                      |
| 4.    | Vielseitigkeits-Equipe               | Reitsport    | 1078   | Olympiasieger                                                      |
| 5.    | Biathlonstaffel der Frauen           | Biathlon     | 1032   | Weltmeisterinnen                                                   |
| 6.    | Kajak-Vierer der Frauen              | Kanusport    | 0827   | Olympiasiegerinnen                                                 |
| 7.    | Fußballnationalmannschaft der Männer | Fußball      | 0819   | Vizeeuropameister                                                  |
| 8.    | Dressur-Equipe                       | Reitsport    | 0803   | Olympiasieger                                                      |
| 9.    | THW Kiel (Männer)                    | Handball     | 0792   | Deutscher Meister und Pokalsieger sowie Champions-League-Finalist  |
| 10.   | Savchenko/Szolkowy                   | Eiskunstlauf | 0764   | Weltmeister und Europameister                                      |